# Щербаневский сельский совет (Полтавский район)
Щербаневский сельский совет (укр. Щербанівська сільська рада) — входит в состав
Полтавского района
Полтавской области
Украины.
Административный центр сельского совета находится в 
с. Щербани
.

## Населённые пункты совета
- с. Щербани
- с. Гора
- с. Горбаневка
- с. Нижние Млыны
- с. Рассошенцы
- с. Тютюнники
- с. Шмыгли